# Mark Sandman
Pour les articles homonymes, voir Sandman.
Mark Sandman, né le 24 septembre 1952 et mort le 3 juillet 1999, était un auteur-compositeur-interprète et un musicien multi-instrumentiste américain.
Figure du rock indépendant américain et particulièrement de la scène rock de Boston, Mark Sandman est connu pour avoir été le fondateur, chanteur et bassiste du groupe de musique Morphine. Il fut aussi un membre majeur du groupe de blues bostonien Treat Her Right, et fondateur de Hi-n-Dry, un studio et label de musique indépendant basé à Cambridge, dans le Massachusetts.

## Biographie
Mark Sandman est né d'une famille juive à Newton, dans le Massachusetts. Diplômé à l'Université, il vit cependant de divers petits boulots, allant de travaux dans le bâtiment à chauffeur de taxi, en passant par des emplois de commercial. Mark Sandman affirma d’ailleurs que les heures supplémentaires et les salaires importants qu'il gagnait lui ont permis de quitter son travail à plusieurs reprises et voyager hors de la Nouvelle-Angleterre, en des endroits tels que le Colorado rural – voyages qui seront plus tard le sujet de chansons de Treat Her Right et Morphine, telles que « Thursday », « The Jury », et « I Think She Likes Me ».
Trois événements tragiques marqueront durablement la vie de Sandman et influenceront plus tard sa musique - il fut kidnappé et poignardé à la poitrine durant un vol dans son taxi, et les morts de ses deux frères à des âges relativement jeunes. On trouve le récit de ces évènements dans la chanson « No Reason » de Treat Her Right.
On trouve peu d'autres informations publiques sur la vie personnelle de Sandman. Les fans ont souvent spéculé que plusieurs de ses chansons étaient autobiographiques, ce qui, encore à ce jour, reste incertain. Bien que Sandman fût le porte-parole officieux du groupe Morphine, il a toujours évité les questions au sujet de sa vie personnelle ou de ses expériences professionnelles en dehors de sa carrière musicale. Ceci fut particulièrement notable lors d'une célèbre interview du journaliste Seth Mnookin pour le magazine musical aujourd'hui disparu Addicted To Noise.
Le 3 juillet 1999, Sandman s'effondre en plein concert de Morphine, sur la scène du Giardini del Principe à Palestrina, Latium en Italie, près de Rome. Il est déclaré mort peu de temps après, d'une crise cardiaque ; il avait alors 46 ans.

## Filmographie
- 1996 : Just Your Luck de Gary Auerbach (vidéo)
- 1998 : Wild Things